# Foreman Phillips
Bert A. „Foreman“ Phillips (* 20. August 1897; † 15. April 1968) war ein US-amerikanischer Country-Musiker und Moderator. Phillips war eine der einflussreichsten Persönlichkeiten des Western Swings an der Westküste der USA.

## Leben

### Leben vor der Karriere
Foreman Phillips wurde 1897 geboren. Während des Ersten Weltkrieges diente er in der US Navy und fand nach dem Krieg eine Anstellung als Verkäufer für den Sender KFWN. 1935 wurde Phillips Manager für Don Lee und das Mutual Network. Bereits zu dieser Zeit startete er seine erste erfolgreiche Show, die Western Hit Parade Show.

### Karriere
Phillips Popularität im Radio wuchs stetig an, so dass er 1941 den Los Angeles County Barn Dance ins Leben rief, der live aus dem Venice Pier gesendet wurde. Zudem mietete er Hallen in Compton, im Baldwin Park und in Culver City. Bereits 1943 war der Foreman Phillips County Barn Dance, wie er auch genannt wurde, so erfolgreich, dass Phillips sich entschied, weitere Veranstaltungen zu organisieren.
In Kalifornien fand Phillips ein breites Publikum, das aus den östlicheren Staaten der USA an die Westküste gezogen war, um kriegsbedingt Arbeit zu finden. Mit den Zugezogenen kam die Country-Musik und das Bedürfnis, am Wochenende unterhalten zu werden. Um die Musik tanzbar zu machen, wurden Jazz-Elemente übernommen, wodurch der Western Swing entstand. Zu diesem Zeitpunkt moderierte Phillips zwei tägliche Shows auf KRKD und auf KPAS. Phillips war es nun auch möglich, Stars wie Ray Whitley, Al Dexter, Hank Penny, Ted Daffan, Bob Wills, Roy Rogers, Bill Boyd, Roy Acuff, Bob Atcher und viele weitere zu buchen. Seine Barn Dances waren ein durchschlagender Erfolg und zogen immer mehr Leute in die Tanzhallen, in denen seine Hausbands den unterhaltsamen Western Swing spielten. Adolph Hofner und Spade Cooley waren zu dieser Zeit ständige Attraktionen. Cooley wurde teilweise auch von Phillips gemanagt und konnte 5000 bis 7000 Besucher pro Abend für sich verbuchen.
1945 gewann Phillips Zeke Clements und Curly Williams für seine Shows und zog mit dem County Barn Dance in das Spring Arcade Building in Los Angeles. Im November 1947 gab er seine Western Hit Parade an Cliffie Stone ab, die er über zehn Jahre moderiert hatte. Im März 1949 war Phillips an der Entwicklung der Town Hall Party beteiligt, die fortan jeden Samstagabend mit Jay Stewart als Moderator aus der Town Hall in Compton, Kalifornien, gesendet wurde.
Im März 1950 startete er wieder eine nächtliche Radioshow über KRKD, verkaufte aber im selben Zug die Compton Town Hall an William Wagnon, der die Town Hall Party dort weiterführte. Nach dem Verkauf wurde es langsam ruhiger um Phillips. Seine Shows waren trotzdem unverändert beliebt und 1954 startete er im Baldwin Park eine neue Show, das County Barn Dance Jubilee mit Les „Carrot Top“ Anderson als Star. Die Show ging erstmals im November über KCOP auf Sendung.
Mitte der 1950er-Jahre setzte sich Phillips langsam zur Ruhe. Der Los Angeles County Barn Dance hatte bis 1956 weiterhin bestand. Doch die Musikszene veränderte sich nun immer schneller und der Rock ’n’ Roll hielt Einzug. Als einer der wichtigsten Personen der kalifornischen Country-Szene starb Forman Phillips 1968 im Alter von 70 Jahren.